# Расейняйское сражение
Расейняйское сражение — название советского фронтового контрудара в районе юго-западнее Шяуляя 23—25 июня 1941 года, проведённого в рамках Прибалтийской стратегической оборонительной операции.

## Начало немецкого наступления
В первые сутки после нападения на СССР 4-я танковая группа (ком. — ген.-полк. Эрих Гёпнер) пробила брешь в обороне Северо-Западного фронта на стыке 8-й и 11-й армий:
- 41-й мотокорпус, прорвав оборону 125-й стрелковой дивизии, взял Таураге и начал развивать наступление на Расейняй, при этом нанес поражение и отбросил выдвинувшуюся 48-ю стрелковую дивизию.
- 56-й мотокорпус совершил рывок на 60 км и захватил мост через реку Дубиса у Арёгалы.

3-я танковая группа Г. Гота атаковала в полосе 11-й армии из Сувалковского выступа в направлении Алитус, Мяркине и в первый же день вышла к Неману. В районе Алитуса она столкнулась с 5-й танковой дивизией, но сумела нанести ей поражение и продолжила наступление (смотри Сражение за Алитус).

## Советские контрудары
Пытаясь восстановить положение, командующий Северо-Западным фронтом генерал-полковник Ф. И. Кузнецов в 9.45 22 июня отдал приказ 12-му и 3-му механизированным корпусам нанести контрудары по тильзитской группировке немцев, прорвавшейся в полосе 8-й армии.
В корпуса был направлен начальник АБТУ фронта полковник П. П. Полубояров.
28-я танковая дивизия 12-го мехкорпуса к 10.00 должна была выйти к Шяуляю и наступать на Скаудвиле.
23-я танковая дивизия должна была поддержать действия 10-го стрелкового корпуса 8-й армии и с 12.00 23 июня наступать на Таураге.
202-й моторизованной дивизии и 9-й противотанковой артбригаде поставили задачу оборонять Шяуляй.
3-му мехкорпусу было приказано за ночь выйти в район Расейняй и на рассвете также наступать на Скаудвиле.

### Контрудар 3-го мехкорпуса
Учитывая, что 5-я танковая дивизия уже вступила в бой с противником в районе Алитуса, а 84-ю моторизованную дивизию подчинил себе командующий 11-й армией для обороны Каунаса, в распоряжении корпуса осталась одна 2-я танковая дивизия (на вооружении более 250 танков, из них около 50 танков КВ-1).
Она выдвинулась из Кедайняй на Расейняй, но встретив противника (6-ю танковую дивизию 41-го мотокорпуса) на западном берегу реки Дубиса, утром 23 июня вступила с ним в бой. Столкновение с советскими тяжёлыми танками КВ-1, против которых оказались эффективны только 88-мм зенитные орудия, стало неприятной неожиданностью для противника.
Бой 2-й танковой дивизии РККА и 6-й танковой дивизии вермахта продолжался весь следующий день. В итоге, понеся большие потери, находясь под постоянными авиаударами и вследствие острой нехватки горючего и боеприпасов, советская танковая дивизия начала отход.
Вскоре она оказалась в полуокружении, связь со штабом 11-й армии была потеряна. 26 июня группа немецких танков с десантом напала на штаб дивизии и управление 3-го мехкорпуса с тыла. В бою погиб командир 2-й танковой дивизии генерал-майор танковых войск Е. Н. Солянкин.
Остатки 3-го мехкорпуса начали отход на восток.
С боями под Расейняем связан один из легендарных эпизодов Великой Отечественной войны, когда 24—25 июня одиночный советский танк КВ-1 блокировал дорогу снабжения частей немецкой 6-й танковой дивизии.

### Контрудар 12-го мехкорпуса
12-й мехкорпус к началу войны не закончил формирования и имел на вооружении только лёгкие танки (в двух танковых дивизиях на вооружении состояло около 700 танков, в основном, Т-26 и БТ-7).
23-я и 28-я танковые дивизии должны были ранним утром 23 июня нанести удар по прорвавшемуся противнику в общем направлении на Скаудвиле. Однако по мере выдвижения на исходные позиции они понесли большие потери от авиации противника (23-я дивизия потеряла 17 танков, 28-я — 27), при этом 28-я дивизия, сосредоточившись в исходном районе, не имела горючего, а 23-я дивизия уже была втянута в бои в составе 10-го стрелкового корпуса в районе Плунге.
Только около 22.00 23 июня советская 28-я танковая дивизия вступила в бой с 1-й танковой дивизией вермахта, при этом обе стороны понесли большие потери.
23-я танковая дивизия также только к вечеру вышла в район сосредоточения близ Лаукува.
Советские дивизии действовали разрознено, снабжение горючим и боеприпасами было нарушено. Не получив поддержки со стороны других соединений фронта и не имея авиационного прикрытия, вечером 24 июня они вынуждены были отойти.
25 июня 12-й мехкорпус получил приказ возобновить атаки.
28-я танковая дивизия провела атаку у местечка Пашиле (севернее Кальтиненай). С большими потерями отдельные подразделения смогли прорваться в глубину расположения противника и разгромить колонну немецкого моторизованного полка, выдвигавшегося по шоссе на Шяуляй. Ожесточенный бой продолжался 4 часа. К 15.00 остатки дивизии сосредоточились в лесу северо-восточнее Пашиле.
23-я танковая дивизия также участвовала в контрударе и понесла тяжёлые потери.
26 июня соединения 12-го мехкорпуса начали отступление.
28 июня подвергся атаке штаб 12-го мехкорпуса, при этом командир корпуса генерал-майор Н. М. Шестопалов был тяжело ранен и попал в плен (умер в плену 2 августа 1941 года), многие офицеры штаба погибли при прорыве из окружения.

## Итоги сражения
Контрудар 12-го и 3-го мехкорпусов из-за недостатка организации и обеспечения свёлся к поспешным, несогласованным по месту и времени действиям. Его результаты оказались незначительными, а потери в личном составе и танках были крайне велики. Согласно рапорту полковника Полубоярова, датированному 11 июля 1941 года, 3-й механизированный корпус «был полностью уничтожен». Во 2-й танковой дивизии остался 1 танк БТ-7 (из 213 танков КВ-1/КВ-2/Т-28/БТ-7/Т-26). В 5-й танковой дивизии, оказавшейся к 4 июля 1941 года под Ельней, было два танка БТ-7 (из 268 танков Т-34/Т-28/БТ-7/Т-26) и четыре бронемашины. По немецким сводкам в боях было уничтожено «более 200» советских танков, из чего следует, что огромное количество танков в основном было брошено или уничтожено экипажами из-за их неисправности и отсутствия топлива.
ВВС Северо-Западного фронта за первые три дня войны лишились 921 самолёта и оказались не в состоянии поддержать советские войска с воздуха.
Основная задача — задержать продвижение противника — выполнена не была. Итог сражения — поражение.
25 июня командующий фронтом получил директиву Ставки Главного Командования, потребовавшей организовать оборону силами отходящих объединений, резервами и соединениями второго эшелона по Западной Двине.
Но ещё 24 июня немецкий 56-й мотокорпус вышел на шоссе, ведущее к Даугавпилсу, пройдя 170 км. 26 июня Даугавпилс был взят немцами.
2 июля, после отражения советских атак, к Западной Двине в районе Екабпилса вышел 41-й мотокорпус 4-й танковой группы Вермахта.
Немецкая 3-я танковая группа после сражения у Алитуса заняла Вильнюс, вышла на оперативный простор и начала наступление на Минском направлении (см. далее: Белостокско-Минское сражение).